# Antonio Machado Núñez
Antonio Machado y Núñez (Cádiz, 1815 — Madri, 1896), antropólogo, zoólogo e geólogo espanhol. Militante ativo do krausismo e amigo de Giner de los Ríos, foi até sua morte um proeminente membro liberal da política espanhola e fervoroso seguidor da Instití Libre de Enseñanza e os ideais Jacobinos Republicanos. Cabeça da saga do Machado, pai do folclorista Antonio Machado e Álvarez. Demófilo e avô dos poetas Antonio Machado e Manuel Machado.

## Biografia
Ele praticou medicina em sua juventude. Ele viajou para Guatemala para se encontrar lá com um irmão dele. Finalmente, ele preferiu renunciar à aventura americana e dedicar-se à ciência. Com esse propósito, mudou-se para Paris, onde, na Sorbonne, tornou-se assistente do famoso toxicologista espanhol naturalizado francês [Mateo Orfila]. Após seu retorno à Espanha, ele deixou uma carreira médica para se especializar em Ciências Naturais.
Ele se casou com Cipriana Álvarez Durán, filha do filósofo José Álvarez Guerra e sobrinha do famoso polígrafo Agustín Durán. Eles eram os pais de um único filho, o folclorista Antonio Machado e Álvarez, Demófilo, pai por sua vez dos poetas Antonio e Manuel Machado, que fecharam este ilustre saga
Machado Núñez morreu octogenário no verão de 1896. Foi enterrado ao lado de Joaquín Sama no Cemitério Civil de Madri.